# Großharras
Großharras  är en ort och kommun i Österrike. Den ligger i distriktet Mistelbach i förbundslandet Niederösterreich,50 km norr om huvudstaden Wien. Kommunen gränsar i norr till Tjeckien.
Kommunen består av tre orter (Ortschaften) (inom parentes invånarantal 1 januari 2024):
- Diepolz (143)
- Großharras (444)
- Zwingendorf (485)